# Halldór Ásgrímsson
Halldór Ásgrímsson (transcrit en Halldor Asgrimsson), né le 8 septembre 1947 et mort le 18 mai 2015, est un homme d'État islandais, Premier ministre d'Islande (Forsætisráðherrar) du 15 septembre 2004 au 5 juin 2006 et président du Parti du progrès (Framsóknarflokkurinn) de 1994 à 2006.

## Vie politique

### Député
Il entre à l'Althing (Alþingi), le parlement islandais, en 1974 en tant que représentant de l'Est et ce jusqu'en 1978. À partir de 1979 et jusqu'en 2003, il est élu pour représenter la circonscription de Reykjavik-nord. 

### Premiers postes ministériels
Il entre au gouvernement en 1983 au poste de ministre des Pêcheries, un poste économique très important qu'il garde jusqu'en 1991. Il cumule d'autres postes : ministre de la Coopération nordique de 1985 à 1987 et ministre de la Justice et des Affaires ecclésiastiques de 1988 à 1989.

### Président des libéraux
En 1994 il prend la présidence du Parti du progrès et, à la suite d'une coalition gouvernementale avec le Parti de l'indépendance (Sjálfstæðisflokkurinn), du Premier ministre de l'époque, Davíð Oddsson, Halldór Ásgrímsson est nommé ministre des Affaires étrangères le 10 avril 1995.

### Premier ministre
Les élections législatives de 2003 sont difficiles pour le Parti de l'indépendance. Même si la coalition entre le Parti de l'indépendance et le Parti du progrès est toujours majoritaire à l'Althing et si le Parti de l'indépendance reste le parti dominant de la coalition, Oddsson accepte de céder son poste de Premier ministre à Asgrímsson en cours de mandat.
Le 27 mai 2006, alors que le pays traverse une grave crise économique, le Parti du progrès perd la moitié de ses électeurs aux élections municipales. Le 5 juin suivant, Halldór Ásgrímsson annonce la démission de son gouvernement et son retrait de la vie politique.

### Fin de carrière
Le 15 juin, le président du Parti de l'indépendance, Geir Haarde, qui était jusque-là ministre des Affaires étrangères, lui succède au poste de Premier ministre. Il est remplacé deux mois plus tard par Jón Sigurðsson à la direction du Fram.